# معسكرات الاعتقال في سنجان
معسكرات الاعتقال في سنجان، أو ما تسميه حكومة جمهورية الصين الشعبية مراكز التعليم والتدريب المهني (بالصينية: 再教育营) (بالأويغورية: قايتا تەربىيەلەش لاگېرلىرى)‏، هي معسكرات اعتقال تُشغلها حكومة الإيغور الإقليمية ذاتية الحكم في سنجان لغرض تلقين المسلمين الإيغور منذ عام 2017 كجزء من حرب الشعب على الإرهاب التي أعلن عنها عام 2014. أنشئت المعسكرات تحت إدارة الأمين العام شي جين بينغ وقادها سكرتير الحزب شين كوانغو. يُقال إن هذه المعكسرات تعمل خارج النظام القانوني؛ إذ اعتُقل العديد من الإيغور المسلمين دون محاكمة ودون توجيه اتهامات لهم. يُقال إن السلطات المحلية تحجز مئات آلاف الإيغور والمسلمين من أقليات عرقية أخرى في هذه المعسكرات للغرض المعلن عنه وهو مقاومة التطرف والإرهاب بالإضافة إلى تعزيز الهيمنة الصينية (بالإنجليزية: Sinicization)‏.
بحلول عام 2018، قُدر أن السلطات الصينية تحتجز مئات آلاف، وربما مليون، من الإيغور والكازاخيين والقرغيز والهوي (المسلمين) وإثنيات تركية مسلمة ومسيحية بالإضافة إلى مواطنين أجانب مثل الكازاخستانيين الذين يُحتفظ بهم في معسكرات الاعتقال هذه على طول المنطقة. في مايو 2018، ادعى دانيال شريفير من وزارة الدفاع الأمريكية أن مليون أو ما يقارب ثلاثة ملايين مسجونون في معسكرات الاحتجاز في إدانة شديدة لمعسكرات الاعتقال. في أغسطس 2018، قالت لجنة حقوق الإنسان التابعة للأمم المتحدة أنها تلقت عدة تقارير معقولة تقول إن مليون من إثنية الإيغور في الصين محتجزون في معسكرات إعادة التعليم.
في عام 2019، وقع سفراء 22 دولة في الأمم المتحدة، من ضمنهم أستراليا وكندا وفرنسا وألمانيا واليابان والمملكة المتحدة، رسالة تشجب الاعتقال الشامل من قبل السلطات الصينية للإيغور المسلمين ومجموعات أقلية الأخرى، وتحث الحكومة الصينية على إغلاق هذه المعسكرات. بصورة معاكسة، زُعم أن بيانًا مشتركًا وقعت عليه 37 دولة تصوت فيه بالموافقة على برنامج مكافحة الإرهاب الصيني في سنجان، بما في ذلك الجزائر وجمهورية الكونغو الديمقراطية وروسيا والمملكة العربية السعودية وسوريا وباكستان وكوريا الشمالية ومصر ونيجيريا والفلبين والسودان، لكن البيان لم يُظهر للعامّة. تُثني الرسالة الداعمة للصين ما تُطلق عليه إنجازات الصين الرائعة في مجال حقوق الإنسان.

## خلفية تاريخية

### صراع سنجان
سيطرت سلالات صينية مختلفة على أجزاء مما يُعرف حاليًا بسنجان على مر العصور. خضعت المنطقة الحديثة تحت الحكم الصيني نتيجة لتوسع سلالة كينغ بقيادة مانشو نحو الغرب، والتي شهدت أيضًا ضم منطقتي منغوليا والتيبت. بعد اغتيال يانغ زينغشين عام 1928 وهو حاكم منطقة كومول خاناتي نصف المستقلة في شرق سنجان في ظل جمهورية الصين، خلفه جين شورين بصفته حاكمًا لخاناتي. بعد موت خان الكامول مقصود شاه عام 1930، ألغى جين شورين الخاناتي بصورة كاملة وبسط سيطرته على المنطقة بصفتهِ أمير حرب. وفي عام 1933، أنشئت جمهورية تركستان الشرقية الأولى المنفصلة في ثورة الكومول. في عام 1934، غُزيت جمهورية تركستان الشرقية الأولى من قبل أمير الحرب شينغ شيكاي بمساعدة الاتحاد السوفييتي قبل أن يتصالح شينغ مع جمهورية الصين عام 1942. في عام 1944، أدت ثورة إيلي إلى تأسيس جمهورية تركستان الشرقية الثانية واستقلت عن الاتحاد السوفيتي في التجارة والسلاح وحصلت على الموافقة الضمنية على استمرار وجودها قبل أن تضمها جمهورية الصين الشعبية عام 1949.
منذ عقد الخمسينيات وحتى عقد السبعينيات من القرن العشرين، رعت الحكومة هجرةً جماعية لقومية الهان الصينيين إلى المنطقة، وروجت السياسات للوحدة الثقافية الصينية، وعاقبت السياسات تعبيرات محددة للهوية الإيغورية. خلال ذلك الوقت، ظهرت المنظمات الإيغورية المسلحة الانفصالية المدعومة من قبل الاتحاد السوفييتي، إذ أصبح حرب الشعب في شرق تركستان الأكبر عام 1968. خلال عقد السبعينيات، دعم السوفييت الجبهة الثورية الموحدة لتركستان الشرقية لقتال الصينيين.
في عام 1997، أدى اعتقال الشرطة وإعدامها لثلاثين انفصاليًا مشتبهًا به خلال شهر رمضان إلى مظاهرات عارمة في شهر فبراير من عام 1997 وقد نتج عنها حادثة غولجا، وهي قمع لجيش التحرير الشعبي والتي أدت إلى تسعة قتلى على الأقل. ثم قتلت تفجيرات حافلات الأورومكي لاحقًا في ذلك الشهر تسعة أشخاص وجرحت 68 على الأقل وأعلنت مجموعات الإيغور في المنفى مسؤوليتها عن العملية. في شهر مارس من عام 1997، قتل تفجير لحافلة شخصين وتحمل الإيغور الانفصاليون والمنظمات التي تتخذ من تركيا قاعدةً لها المسؤولية عن التفجير من أجل حرية تركستان الشرقية.
في يوليو عام 2009، اندلعت أعمال شغب في سنجان استجابةً لخلاف عنيف بين العمال الإيغور والهان في مصنع ونتج عن ذلك مائة قتيل. وبعد اندلاع أعمال الشغب، قتل الإرهابيون الإيغور عشرات الهان الصينيين في هجمات منظمة بين عامي 2009 و2016. تضمنت هذه الهجمات: هجمات الحقن في أغسطس عام 2009 والهجوم بالقنابل والسكاكين في هوتان عام 2011 والهجوم بالسكاكين في محطة قطارات كومينغ في مارس 2014 وهجوم القنابل والسكاكين في محطة قطارات أورومكي في أبريل 2014 والهجوم بالسيارات والقنابل على دكان في أورومكي في مايو 2014. دُبرت عدة هجمات من خلال الحزب الإسلامي التركستاني (يُعرف سابقًا بالحركة الإسلامية في شرق تركستان) والذي يُصنف كمنظمةً إرهابية من قبل عدة دول بما في ذلك روسيا وتركيا والمملكة المتحدة والولايات المتحدة بالإضافة للأمم المتحدة.

### السياسات من 2009 إلى 2016
قبل وبعد فترة قصيرة من اندلاع أحداث الشغب في أورومكي عام 2009، كان وانغ ليكوان سكرتير الحزب لمنطقة سنجان، وهو أعلى سلطة تنفيذية فعالة ويساوي تقريبًا الحاكم في مقاطعة أو ولاية غربية. حيث عمل وانغ على برامج التحديث في سنجان، بما في ذلك التصنيع وتطوير التجارة والطرق والسكك الحديدية والتطوير الهيدروكربوني وخطوط الأنابيب مع الجارة كازاخستان إلى شرق الصين. من ناحية أخرى، قيد وانغ الثقافة المحلية والمنطقة، واستبدل لغة الإيغورية مع الماندرين المعيارية بصفتها الوسيط التعليمي في المدارس الابتدائية وعاقب وحرّم على العمال (في منطقة تؤمن فيها الحكومة وظائف بصورة كبيرة) إطلاق اللحى ولبس الحجاب والصوم والصلاة أثناء وقت العمل. وفي عقد التسعينيات من القرن العشرين، لم يتمكن عدد من الإيغور في أجزاء من سنجان من التحدث بالماندرين الصينية.
في أبريل عام 2010، حل زهانغ شونشيان محل وانغ ليكون في رئاسة الحزب الشيوعي في المنطقة. واستمر زهانغ شونشيان بالمنهج وعزز من سياسات خلفه القمعية. وفي عام 2011، اقترح زهانغ شعار «الثقافة الحديثة (من أجل إقصاء تقاليد الإيغور) تؤدي إلى تقدم سنجان» بصفته إعلانًا لسياستهِ وبدأ بتنفيذ حملات دعائية لسياسة الثقافة الحديثة. في عام 2012، ذكر لأول مرة عبارة حملات نزع التطرف وبدأ بتعليم الأئمة المتشددين والمتطرفين.
في عام 2013، أعلنت مبادرة الحزام والطريق وهي مشروع تجارة ضخم في قلب سنجان. في عام 2014، أعلنت السلطات الصينية «الحرب الشعبية على الإرهاب» وقدمت السلطات المحلية تقييدات جديدة، إذ منعت اللحى الطويلة غير الطبيعية وارتداء النقاب في الأماكن العامة وتسمية الأطفال بأسماء تُعظم الحماسة الدينية (بما في ذلك أسماء مثل محمد وفاطمة)، بصفتها حملة ضد الإرهاب والتطرف. في عام 2014، بدأ استخدام مفهوم «التحول من خلال التعليم» في سياقات خارج فالون غونج من خلال الحملات الممنهجة لنزع التطرف. تحت قيادة زهانغ، أطلق الحزب الشيوعي حملته للضرب بيد من حديد ضد الإرهاب العنيف في سنجان وأدى ذلك إلى الاحتجاز وتمديد فترات السجن والاعتقالات والاحتفاظ بالأشخاص داخل السجون.
في أغسطس عام 2016، تولى شين كوانغو، وهو قائد متطرف في الحزب الشيوعي في التيبت، السلطة في منطقة سنجان المستقلة. وُصف شين من قبل النقاد على أنه مسؤول عن عنصر أساسي في إخضاع التيبت.
بعد وصول شين، جندت السلطات المحلية حوالي 90 ألف ضابط شرطة في عامي 2016 و2017، أي ما يعادل ضعف ما جندته السلطات خلال الأعوام السبعة الماضية وأقامت ما يقارب من 7300 نقطة تفتيش وحراسة بشكل كبير في المنطقة. أصبحت المقاطعة مشهورةً لكونها إحدى أكثر مناطق العالم التي تنتشر فيها الشرطة بصورة مكثفة. وتُشير وسائل الإعلام العالمية إلى النظام الحالي في سنجان على أنه «الولاية البوليسية الأكثر شمولًا في العالم».

### الحملات المناهضة للدين في الصين
تتبنى حكومة جمهورية الصين الشعبية سياسة نشر إلحاد الدولة، وأطلقت حملات مناهضة للدين لأجل الوصول إلى هذه النهاية. ومنذ عام 2014، حول الحزب الشيوعي الصيني سياساته من أجل احتواء الأقليات الدينية والإثنية تحت سيطرته. ولقد تسارع الاتجاه عام 2018 عندما وُضعت لجنة شؤون الدولة للإثنيات وإدارة الدولة للشؤون الدينية تحت سلطة وزارة جبهة العمل الموحدة.

## مسار الأحداث

### التبت ثم سنجان
تقول كارول مكجراناهان عالمة الإنسانيات والمؤرخة والأستاذة بجامعة كولورادو أن «التفاصيل تتناسب مع رؤيتنا عن معسكرات الاعتقال، وأن هذه المعسكرات لم تعد تقتصر على التبت الآن (في 2019)، إذ أن هناك عدة معسكرات يُحتجز فيها الأويغور المسلمون في سنجان أيضا. إذا فنحن نرى الأمر نفسه في التبت وفي سنجان». تذكر الصحيفة التبتية ممارسات وحشية تستمر حتى 2017، ولكن بحلول ذلك الوقت، نُقل شين شوانغوو القائد العام لمعسكرات التبت وعينته بكين سكرتيرًا عامًا لمنطقة سنجان في 2016.
منذ ذلك الوقت وتحت حكمه، سُجن مئات الآلاف من الأويغور المسلمين في معسكرات إعادة تعليم مشابهة مع زيادة الاستخبارات في المنطقة باستخدام شين كما تم في التبت، مثل وضع محطات أمنية في كل تقاطع في المدن وفحوصات الشخصية، طبقا لصحيفة جنوب الصين الصباحية.
تقول كارول أن «التبت هي سابقة لما يجري الآن. المصمم الصيني لمعسكرات الأويغور لإعادة التعليم هو شين شينغوو. أين كان قبل ذلك؟ في التبت من 2011 إلى 2016 حيث كان مسؤولا عن استخبارات وقمع التبتيين. تسمح الإسلاموفوبيا العالمية للشيوعية الصينية الحالية بممارسة القمع في سنجان، ولكن لا بد أن نربط ما يحدث في سنجان بما يحدث في التبت منذ خمسينات القرن الماضي».

### البدايات
بدايةً من عام 2017، أشارت وسائل الإعلام المحلية إلى المنشآت على أنها مراكز تدريب لمكافحة التطرف ومراكز التدريب للتعليم والتحول. ولقد حُولت معظم هذه المنشئات من مدارس موجودة أساسًا أو أبنية حكومية، رغم أن بعضها بُني لأغراض إعادة التعليم.
ساعدت المنطقة المدججة بالشرطة وآلاف نقاط التفتيش وسرعت من احتجاز السكان المحليين في المعسكرات. في عام 2017، شكلت المنطقة 21% من كل الاعتقالات التي حدثت في الصين بعيدًا عن أنها تضم حوالي 2% من عدد السكان الوطني، ما يعادل ثمانية أضعاف الاعتقالات عن السنة السابقة. بدأت المكاتب القضائية ومكاتب حكومية أخرى في عدة مدن وولايات بإطلاق سلسلة من عروض الشراء والبناء لتلك المعسكرات والمنشآت المخطط لها. بصورة متزايدة، بُنيت مراكز الاحتجاز الشامل على طول المنطقة واستُخدمت لحجز مئات الآلاف من الاشخاص المستهدفين لممارساتهم الدينية أو لخلفياتهم الإثنية.
ادعى فيكتور شيه عالم الاقتصاد السياسي في جامعة كاليفورنيا، سان دييغو في يوليو عام 2019 أن الاعتقالات الشاملة لم تكن ضرورية إطلاقًا لعدم وجود أي تمرد فعال، فقط حوادث إرهابية معزولة. اقترح أنه ونظرًا لكمية الأموال المنفقة لبناء تلك المعسكرات، تذهب الأموال لوسطاء يعينهم السياسيين أنفسهم.
وفقًا لسفير الصين في أستراليا شينغ جينغي في ديسمبر عام 2019، تخرج كل المتدربين في المراكز وعادوا بشكل تدريجي إلى أعمالهم أو عثروا على أعمال جديدة بمساعدة الحكومة. وقال شينغ أيضًا عن التقارير التي تدعي أن مليونًا من الإيغور محتجزين في سنجان أنها «أخبار كاذبة» وأن ما حدث في سنجان لا يختلف عمّا تفعله الدول الأخرى، بما فيها الدول الغربية، لقتال الإرهابيين.

### تسريبات الصحف
في السادس عشر من نوفمبر عام 2019، نشرت صحيفة نيويورك تايمز تسريبًا مكثفًا لأربعمائة وثيقة، مصدرها أحد مسؤولي الحكومة الصينية الذي سعى أن يُحاسب شي جين بينغ على أفعاله. ذكرت صحيفة نيويورك تايمز ان التسريبات تقترح وجود سخط داخل الحزب الشيوعي يتعلق بالحملة على سنجان. سرب المسؤول الحكومي المجهول الوثائق بقصد ان هذا الكشف سيؤدي إلى منع مسؤولي الحزب الشيوعي بما فيهم السيد شي من الهرب من المسؤولية عن الاعتقالات الجماعية.
| يجب أن نكون قساة مثلهم، وألّا نظهر أي رحمة إطلاقًا. |
| —شي بينغ                                          |

سلطت صحيفة نيويورك تايمز الضوء على الوثائق التي كانت تهدف لإيصال رسائل إلى الطلاب الإيغور الذين عادوا إلى منازلهم وسؤالهم عن أقربائهم وأصدقائهم المحتجزين في المعسكرات. تعترف الوثائق أن المحتجزين لم يرتكبوا جريمةً وأن على الموظفين الحكوميين الاعتراف بعدم وجود جرائم مرتكبة وأن الأمر لا يتعدى أن «عقلهم حُقن بأفكار غير صحية». تقول الصحيفة أن الخطابات التي حصلت عليها تُطهر كيف يرى شي الأخطار المحيطة بالحزب بطريقة مماثلة للأخطار التي أدت إلى انهيار الاتحاد السوفييتي، والتي تقول الصحيفة أن شي يُلقي باللوم على التراخي الإيديولوجي والقيادة الضعيفة. لشعوره بالقلق أن تؤدي أحداث سنجان إلى الإضرار بالاستقرار الاجتماعي في بقية مناطق الصين، قال شي أن الاستقرار الاجتماعي سيعاني من صدمات وستتضرر الوحدة الاجتماعية لكل إثنية وستتأثر النظرة العامة بالإصلاح والتقدم والاستقرار.
ذكرت صحيفة شاينا دايلي عام 2018 أن وانغ يونغزي وهو مسؤول في الحزب الشيوعي أزيل من منصبه لارتكابه انتهاكات تأديبية خطيرة. حصلت صحيفة نيويورك تايمز على نسخة من اعتراف وانغ (الذي يُشير التقرير أنه وقع عليه مكرهًا) وينص الاعتراف حسب اعتقاد الصحيفة أنه أقيل من منصبه لتساهله المبالغ به مع الإيغور بما في ذلك إطلاقه سراح سبعة آلاف محتجز. أخبر وانغ رؤساءه أنه شعر بالقلق أن الأفعال ضد الإيغور ستولد سخطًا سيؤدي إلى عنف متزايد في المستقبل. تقول الوثيقة المسربة أن وانغ «تجاهل إستراتيجية القيادة المركزية للحزب في سنجان، وأنه وصل إلى حد التحدي الصريح لها... حيث رفض أن يعتقل كل من يجب اعتقاله». انتشرت المقالة بشكل سري على المنصة الصينية سينا ويبو، حيث عبر بعض المستخدمين عن تعاطفهم مع وانغ. في عام 2017، كان هناك 12 ألف عملية تحقيق مع أعضاء الحزب في سنجان للمخالفات أو المقاومة ضد مكافحة الانفصاليين، ويُعد هذا الرقم أكبر بعشرين ضعف عن السنوات السابقة.
في الرابع والعشرين من نوفمبر عام 2019، نشر الاتحاد الدولي للمحققين الصحفيين ما يُعرف بـ «شاينا كيبلز» وهي مجموعة من الوثائق تتألف من ست وثائق ودليل عمليات لتشغيل المعسكرات والاستخدام المفصل للشرطة التنبؤية والذكاء الاصطناعي لاستهداف الناس وتنظيم الحياة في المعسكرات.

## منشآت المعسكر
في المناطق الحضرية أسست معظم المعسكرات من مدارس مهنية موجودة أساسًا أو مدارس للحزب الشيوعي والمدارس العادية أو أبنية حكومية أخرى، بينما في الضواحي والمناطق الريفية بُنيت معظم المعسكرات لغرض إعادة التعليم. تُحرس هذه المعسكرات من قبل قوات مسلحة أو شرطة خاصة ومجهزة ببوابات مماثلة للسجون وجدران محاطة بها وسياج أمني وأنظمة مراقبة وأبراج مراقبة وغرف للحراسة ومنشآت للشرطة المسلحة...إلخ.
في نوفمبر وديسمبر عام 2018، نشرت مجلة بيتر وينتر ثلاث مقاطع فيديو تدعي أنها صُورت داخل معسكرين في منطقة ينينغ. تُظهر مقاطع الفيديو خصائص مشابهة للزنزانة وادعت المجلة أن مقاطع الفيديو تثبت أن المعسكرات هي منشآت احتجاز بدلًا من أن تكون مجرد مدارس. وفقًا لموقع بيزنس إنسايدر، يُطابق الفيديو الثاني لمجلة بيتر وينتر توصيفات المحتجزين السابقين والشهود على منشآت احتجاز أخرى في سنجان.
بينما لا يوجد بيانات عامة أو موثقة لعدد المعسكرات، كان هناك عدة محاولات لتوثيق المعسكرات المشتبه بها بناءً على صور الأقمار الصناعية والوثائق الحكومية. في الخامس عشر من مايو عام 2017، نشرت مؤسسة جيمستاون وهي معهد يقع في واشنطن قائمة لـ 73 مناقصة حكومية مرتبطة بمعسكرات إعادة التعليم. في الأول من نوفمبر عام 2018، نشر المركز الدولي لسياسات الإنترنت التابع للمعهد الأسترالي للسياسة الإستراتيجية تقريرًا عن وجود معسكرات محتملة في 28 موقع. في التاسع والعشرين من نوفمبر عام 2018، نشرت رويترز وإيرثرايز ميديا تقريرًا عن 39 معسكر محتمل. ذكرت حركة الصحوة الوطنية في تركستان الشرقية أن هناك أعداد أكبر من المعسكرات.

### المدارس الداخلية
ترك احتجاز الإيغور والأقليات الإثنية الأخرى الكثير من الأطفال دون آبائهم. واحتفظت الحكومة الصينية بأولئك الأطفال في معاهد مختلفة ومدارس تُعرف عاميًا بالمدارس الداخلية، رغم أن المعاهد كلها ليست معاهد إقامة، وعليه يصبح الأطفال أيتام بحكم الأمر الواقع. في سبتمبر 2018، ذكرت وكالة الأسوشيتد برس أن العمل جاري في بناء آلاف المدارس الداخلية.
وفقًا لأدريان زينز وهيئة الإذاعة البريطانية بي بي سي عام 2019، أجبر أطفال الآباء المحتجزين في المدارس الداخلية على تعلم لغة الماندرين الصينية ومُنعوا من ممارسة ديانتهم. في ورقة بحثية منشورة في مجلة الخطر السياسي، يُطلق زينز على هذا الجهد «حملة ممنهجة لإعادة الهندسة الاجتماعية وإبادة ثقافية». ادعت هيومن رايتس ووتش أن الأطفال المحتجزين في منشآت صحة الطفل والمدارس الداخلية يُحتجزون دون موافقة أو وصول من آبائهم.
كانت سايراغول ساويتباي، عضو الحزب الشيوعي الصيني ومواطنة من مقاطعة مونغلكور في مقاطعة إيلي الكازاخية ذاتية الحكم، في منتصف الأربعينات من عمرها وتتكلم بطلاقة الكازاخية والماندرين، سجينةً شغلت منصب معلمة عندما كانت في معسكر في سنجان. درست السجناء (الذين كانوا من الإيغور أو يتحدثون الكازاخية) الماندرين الصينية وأغاني الحزب الشيوعي الدعائية. خُصصت ساعات من الوقت لتعليم الأغاني الدعائية وقراءة الشعارات من الملصقات بما في ذلك: «أحب الصين» و«شكرًا للحزب الشيوعي» و«أنا صيني» و«أنا أحب شي جين بينغ». قالت سايراغول: «كذبت الصين على المجتمع الدولي عندما قالت إن هذه ليست معسكرات اعتقال وليست سجونًا وأنهم يعلمون المسلمين المهارات والتجارة».

## محتجزو المعسكرات

### خلفية
تقول عدة تقارير إعلامية إن مئات آلاف الإيغور بالإضافة للكازاخ والقرغيز وأقليات إثنية أخرى محتجزون دون محاكمة في معسكرات إعادة التعليم في المقاطعة. قدر راديو آسيا الحرة، وهو موقع إلكتروني تموله حكومة الولايات المتحدة الأمريكية، في يناير عام 2018 أن 120 ألف من الإيغور محتجزون حاليًا في معسكرات إعادة التعليم السياسية في مقاطعة كاشغار لوحدها. في عام 2018، توقعت السلطات المحلية في مقاطعة كيرا أن تمتلك ما يقارب 12 ألف محتجز في المعسكرات المهنية ومراكز الاحتجاز وتجاوزت بعض المشاريع المتعلقة بالمراكز حدود الميزانية الموضوعة لها.
تملك السياسية الإيغورية ربيعة قدير التي تعيش حاليًا في المنفى منذ عام 2005، ما يقارب من 30 قريب لها محتجزين أو مختفين بما في ذلك أخواتها وإخوتها وأطفالهم وأحفادها وأقرباء آخرين. لا تعلم ربيعة متى أخِذوا.
في الثالث عشر من يوليو 2018، ظهرت سايراغول ساويتباي، وهي مواطنة من إثنية الكازاخ الصينيين وموظفة سابقة في الدولة الصينية، في محكمة مدينة زهاركينت في كازاخستان لاتهامها بالعبور غير القانوني للحدود بين الدولتين. خلال المحاكمة تحدثت عن عملها القسري في معسكر إعادة التعليم لتعليم 2500 من إثنية الكازاخ. يعتقد محاميها أنها إذا سُلمت سايراغول إلى الحكومة الصين ستواجه عقوبة الإعدام لكشفها عن معسكرات إعادة التعليم في محكمة كازاخستانية. أصبحت شهادتها حول معسكرات إعادة التعليم تركيز قضية المحكمة في كازاخستان والتي تختبر أيضًا صلات الحكومة ببكين. في الأول من أغسطس عام 2018، أطلق سراح سايراغول ساويتباي، التي هربن من إحدى معسكرات إعادة التعليم في الصين بحكم سجن ستة أشهر مع وقف التنفيذ والتوجيه للتحقق الدوري من الشرطة. طلبت سايراغول اللجوء في كازاخستان لتجنب ترحيلها إلى الصين. رفضت كازاخستان إعطائها اللجوء. في الثاني من يونيو عام 2019، سافرت سايراغول إلى السويد حيث أعطيت هناك اللجوء السياسي.
أنشأت جيني بونين قاعدة بيانات لضحايا شي جين بينغ لجمع الشهادات العامة للناس المحتجزين في المعسكرات. تسرد كل صفحة المعلومات الديموغرافية بما في ذلك التواريخ والسبب المحتمل للاحتجاز والموقع بالإضافة لمقاطع فيديو تكميلية وصور ومستندات.
قدر الباحث المستقل أدريان زينز، كاتبًا في مجلة الخطر السياسي، الحد الأعلى المقدر لعدد الأشخاص المحتجزين في معسكرات الاعتقال في سنجان بـ 1.5 مليون شخص. في نوفمبر عام 2019، قدر أدريان زينز أن عدد معسكرات الاحتجاز في سنجان يتجاوز ألف معسكر. في نوفمبر 2019، قدر جورج فريدمان أن كل فرد من بين عشرة أفراد من الإيغور مُحتجز في معسكر إعادة التعليم.

### المعاملة
في شهر يناير من عام 2018، أجرت قناة بي بي سي الإخبارية مقابلةً مع رجل الأعمال الإيغوري عبد الرحمن حسن من مدينة كاشغار، في تركيا وسأل المراسلين بصورة خطابية أن يصوروا أمه البالغة من العمر 68 عامًا وزوجته البالغة من العمر 22 عامًا بعد حديثه عن الإساءة التي تعرضوا لها في إحدى معسكرات كاشغار. احتُجز خيرت سمرقند، وهو مواطن من كازاخستان هاجر من سنجان، في إحدى معسكرات إعادة التعليم في المنطقة لثلاثة أشهر لزيارة الجارة كازاخستان. في الخامس عشر من فبراير عام 2018، أرسل وزير الخارجية الكازاخستاني خيرت عبدرحمانوف ملاحظة دبلوماسية إلى وزير الخارجية الصيني في ذات اليوم الذي أطلق سراح خيرت سمرقند فيه. بعد إطلاق سراحه، ادعى سمرقند أنه واجه غسيل دماغ وإهانة غير منتهية، وأنه أجبر على دراسة الدعاية الشيوعية لساعات كل يوم وترديد الشعارات التي تشكر وتتمنى الحياة الطويلة لشي جين بينغ الأمين العام الحالي للحزب الشيوعي الصيني.
تحدثت مهريغول تورسون، وهي امرأة إيغورية احتجزت في الصين، بعد هربها من إحدى المعسكرات، عن الضرب والتعذيب التي تعرضت له داخل المعسكرات. بعد انتقالها إلى مصر، سافرت عام 2015 إلى الصين لقضاء بعض الوقت مع عائلتها فاحتجزت مباشرةً وفُصلت عن أولادها الرضع. بعد عامين من إطلاق سراحها اعتُقلت تورسون مرة أخرى في معسكرات سياسية ثم سرحت بعد عدة أشهر، لتحتجز مرة ثالثة حيث أمضت ثلاثة أشهر في زنزانة ضيقة مع 60 امرأة أخرى، حيث كان عليهم النوم بالتناوب واستخدام الحمامات بمواجهة كاميرات الأمن وأداء أغاني تمجد الصين الشيوعية. خلال احتجاز أطفالها توفي ابنها الأكبر بعد ثلاثة أشهر، فيما تطورت مشاكل صحية عند الاثنين الآخرين، حيث صرحت تورسون أن الأطفال خضعوا لعمليات جراحية.
قالت تورسون أنها وسجينات أخريات أجبرن على تناول دواء غير معروف وبما في ذاك حبوب تسببت في إغمائهن وسائل أبيض سبب النزف عند بعض النساء وانقطاع الحيض عند أخريات. قالت تورسون أن تسع نساء من زنزانتها ماتوا خلال فترة الأشهر الثلاث التي قضتها في المعسكر. تتذكر تورسون أنها اقتيدت يومًا ما إلى غرفة ووضعت على كرسي عالي وقُيدت يديها وقدميها إلى الكرسي. قالت تورسون في بيان قرأه مترجم: «وضعت السلطات شيئًا يشبه القبعة على رأسي وفي كل مرة كنت أتعرض للصعق بالكهرباء، كان جسدي يهتز بعنف وكنت أشعر بالألم في عروقي. لا أتذكر ما حدث بعد ذلك. خرجت رغوة بيضاء من فمي وبدأت أفقد الوعي، آخر جملة سمعتها قولهم إن كونك من الإيغور هي جريمة بحد ذاتها». أطلق سراحها في نهاية المطاف حتى تمكن من اصطحاب اطفالها إلى مصر ولكنها أمرت أن تعود إلى الصين. بمجرد وصولها القاهرة، اتصلت تورسون بالسلطات الأمريكية وفي سبتمبر قدمت إلى الولايات المتحدة واستقرت في فيرجينيا. تعرض بعض المحتجزين بحسب ما ورد في بعض التقارير للتعذيب الجسدي والنفسي لقمع المعتقدات الدينية والحركات الانفصالية. يدعي النزلاء السابقون أنهم أجبروا على دراسة الدعاية الشيوعية لساعات وشكر الأمين العام (القائد الأعلى) من خلال هتاف «عاش شي جين بينغ»، بالإضافة إلى تعلم غناء النشيد الوطني الصيني والأغاني الشيوعية. يُزعم أن العقوبات، مثل التقييد بالأصفاد لساعات طويلة أو الإغراق أو الربط بكرسي النمر (أداة معدنية غريبة الشكل) لفترات زمنية طويلة، كانت تُطبق على من يفشل باتباع التعليمات.
وفقًا للمحتجزين، أجبروا أيضًا على شرب الكحول وأكل لحم الخنزير والتي تُعد محرمة في الإسلام. تلقى البعض مثلما ورد في بعض التقارير أدوية غير معروفة بينما حاول الآخرون الانتحار. نُقل وجود العديد من الوفيات لأسباب غير محددة. زعم بعض المحتجزين أنهم تعرضوا للتعذيب الجنسي بما في ذلك الإجهاض القسري والإجبار على استخدام أجهزة منع الحمل والتعقيم والاغتصاب. يدعي روشان عباس من حملة من أجل الإيغور أن أفعال الحكومة الصينية ترقى لكونها إبادة جماعية وفقًا لتعريفات الأمم المتحدة المنصوص عليها في اتفاقية الإبادة الجماعية.
وفقًا لمجلة التايم، اعتُقل سارسينبيك أكارولي من إيلي في سنجان، وهو طبيب بيطري وتاجر يبلغ من العمر 45 عامًا، في سنجان في الثاني من نوفمبر عام 2017. بحلول نوفمبر عام 2019 ما يزال سارسينبيك محتجزًا في المعسكر. وفقًا لزوجته غولنور كوسداوليت، وضع أكارولي في المعسكر بعد ما وجدت الشرطة تطبيق واتساب المحظور على تلفونه المحمول. سافرت كوسداوليت وهي مواطنة من الجارة كازاخستان إلى سنجان في أربع مناسبات للبحث عن زوجها ولكنها لم تتلقَ أي مساعدة من الأصدقاء في الحزب الشيوعي الصيني. قالت كوسداوليت عن أصدقائها: «لا يريد أحد المخاطرة أن يُسجل في كاميرات الأمن يتحدث إلى حتى لا ينتهي بهم الأمر محتجزين هم أنفسهم في المعسكرات».
وفقًا لمجلة التايم، اعتُقل السجين السابق باكيتالي نور وهو مواطن من خورغوس في سنجان على الحدود الصينية الكازاخستانية لأن السلطات شكت بأمر رحلاته المتكررة خارج البلاد. نُقل إنه أمضى سنة في زنزانة برفقة سبعة سجناء آخرين. وقد جلس السجناء على كراسي بلا ظهر وذراعين لمدة سبعة عشر ساعة في اليوم ولم يُمسح لهم بالكلام أو الحركة وكانوا تحت رقابة دائمة. كانت عقوبة الحركة الجلوس في وضعيات مرهقة لساعات طويلة. بعد إطلاق سراحه، أجبر على تقديم نقد ذاتي يومي والإفصاح عن خططه والعمل لقاء مبلغ زهيد في المصانع الحكومية. في مايو 2019، هرب إلى كازاخستان. ولخص نور تجربته في السجن ووضعه تحت المراقبة المستمرة بعد إطلاق سراحه بقوله: «إن النظام بأكملهِ مصمم ليقمعنا».
وقامت هيئة الإذاعة البريطانية «بي بي سي» ببث تقرير في فبراير 2021، أفادت بأن «النساء في نظام معسكرات الاعتقال الصيني للإيغور وغيرهن من المسلمات في شينجيانغ، يتعرضن للاغتصاب والاعتداء الجنسي والتعذيب». ونقلت الهيئة البريطانية -في تقرير خاص عن ضحايا وشهود عيان من المعسكرات المذكورة- أن «عمليات اغتصاب ممنهجة، وتعذيبا، وإصابة بالعقم وغسل الأدمغة» تتعرض لها المحتجزات هناك. وتقول تورسوناي زياودون، وهي معتقلة سابقة عاشت 9 أشهر في أحد هذه المعسكرات الصينية قبل أن تفر إلى الولايات المتحدة، إنها تعرضت مرارا للاغتصاب والتعذيب.

#### العمالة القسرية
ذكر الباحث أدريان زينز وآخرون أن معسكرات إعادة التعليم تعمل أيضًا بصفتها معسكرات عمل قسري وفيها يُنتج الإيغور منتجات مختلفة للتصدير خصوصًا تلك المصنوعة من القطن الذي يُزرع في سنجان.
ذكرت صحيفة الفايننشال تايمز عام 2018 أن المعسكرات المهنية في مقاطعة يوتيان/كيريا، من بين معسكرات إعادة التعليم الأكبر في سنجان، افتتحت منشأة عمل قسري تتضمن ثمانية مصانع تتراوح ما بين صناعة الأحذية وتجميع التلفونات المحمولة وتعليب الشاي وتعطي راتب شهري يقدر بـ 1500 يوان (220 دولار). بين عامي 2016 و2018 توسع المركز ليزداد 269% عن مساحته الكلية.
وظفت هيتان هاولين لملحقات الشعر، وهي شركة سُجلت في البداية في مقاطعة لوب بالحديقة التجارية ببكين عام 2018، خمسة آلاف عامل جديد في أول سنة أعمال لها ومنجزةً 159 شحنة عالمية. رُبطت مقاطعة لوب بالحديقة التجارية ببكين بصور معسكرات إعادة التعليم.

## ردود الأفعال الدولية

### ردود أفعال الدول الأخرى
في الثامن من يوليو 2019، وقعت 22 دولة على بيان إلى المفوضية السامية لحقوق الإنسان يطالبون فيه إنهاء الاحتجاز الشامل في الصين ويعبرون عن قلقهم للمراقبة والقمع المنتشرين على نطاق واسع.
في يوليو 2019، وقعت 17 دولة من ضمنها المملكة العربية السعودية ومصر والإمارات العربية المتحدة والسودان وأنغولا والجزائر ونيجيريا وجمهورية الكونغو الديمقراطية وكوريا الشمالية وصربيا وروسيا وفينزويلا والفلبين وميانمار وباكستان وسوريا، رسالةً مشتركة إلى مجلس حقوق الإنسان التابع للأمم المتحدة يشيدون فيها بالإنجازات الرائعة في سنجان. حيث صرحت صحيفة غلوبال تايمز الصينية، أن 50 دولة بما في ذلك العراق وإيران وسريلانكا وجيبوتي وفلسطين وقعوا تلك الرسالة.
في أكتوبر عام 2019، وقعت 23 دولة بما في ذلك المملكة المتحدة وألمانيا وفرنسا وإسبانيا وكندا واليابان وأستراليا والولايات المتحدة رسالةً مشتركة إلى مجلس حقوق الإنسان واللجنة الثالثة التابعة للجمعية العامة للأمم المتحدة يحثون فيها الصين على إغلاق المعسكرات في سنجان.
في نوفمبر 2019، أصدرت بعثة الأمم المتحدة البيلاروسية قائمة كاملة تضم 54 دولة صرحوا بدعمهم لسياسات الصين في سنجان.
| الموقف         | الكمية                   | الدول |
| دول معارضة     | 22(بحسب رسالة 8 يوليو)   | أستراليا والنمسا وبلجيكا وكندا والدنمارك وإستونيا وفنلندا وفرنسا وألمانيا وأيسلندا وأيرلندا واليابان ولاتفيا وليتوانيا ولوكسمبورغ وهولندا ونيوزيلندا والنرويج وإسبانيا والسويد وسويسرا والمملكة المتحدة. |
| دول داعمة      | 37 (بحسب رسالة 12 يوليو) | الجزائر وأنغولا والبحرين وبيلاروسيا وبوليفيا وبوركينا فاسو وبوروندي وكمبوديا والكاميرون وجزر القمر والكونغو وكوبا وجمهورية الكونغو الديمقراطية ومصر وإريتريا والغابون والكويت ولاوس وميانمار ونيجيريا وكوريا الشمالية وعمان وباكستان والفلبين وقطر وروسيا والمملكة العربية السعودية والصومال وجنوب السودان والسودان وسوريا وطاجيكستان وتوغو وتركمانستان والإمارات العربية المتحدة وفنزويلا وزيمبابوي. |
| دول سحبت دعمها | 1                        | قطر. |

### التصريحات الرسمية
أستراليا
- في سبتمبر 2019، صرّح وزير الخارجية الأسترالي ماريس باين: «رفعت سابقًا قلق أستراليا حول التقارير عن الاعتقال الشامل للإيغور والمسلمين الآخرين في سنجان. طلبنا باتساق من الصين أن توقف الاحتجاز التعسفي للإيغور ومجموعات المسلمين الأخرى. أثرنا هذه المخاوف -وسنستمر بإثارتها- في الاجتماعات الثنائية والاجتماعات الدولية ذات الصلة.[174]

 مصر
- وقعت مصر كلا البيانين في الأمم المتحدة (في يوليو وأكتوبر 2019) لدعم سياسات شينجيانغ الصينية.[175][176] واتُهمت بترحيل الأويغور إلى الصين.[177][178]

 فرنسا
- في نوفمبر 2019، دعا وزير الخارجية الفرنسي جان إيف لو دريان الصين لإغلاق هذه المعسكرات. دعا الصين أيضًا للسماح للمفوضية السامية لحقوق الإنسان لزيارة سنجان في أقرب وقت ممكن لإعداد تقرير حول وضع سنجان.[179] أصدرت وزارة الخارجية الفرنسية بيانًا في السابع والعشرين من نوفمبر قالت فيه:

تفحص السلطات الفرنسية كل الشهادات والوثائق التي نشرتها الصحافة خلال الأيام الماضية، التي تصور وجود نظام من معسكرات الاحتجاز في سنجان وسياسة واسعة من القمع في تلك المنطقة.

مثلما أشرنا في عدة مناسبات وكذلك شركاءنا الأوروبيين وبشكل ملحوظ في الأمم المتحدة في إطار جلسات مجلس حقوق الإنسان التابع للأمم المتحدة، فإننا ندعو السلطات الصينية لوضع حد للاحتجاز التعسفي الشامل في المعسكرات ودعوة مكتب مفوض الأمم المتحدة السامي لحقوق الإنسان لزيارة سنجان بأقرب وقت ممكن من أجل تقييم الوضع في المنطقة.
 اليابان
- في السادس والعشرين من نوفمبر 2019، قال وزير الخارجية الياباني توشيميتسو موتيغي إن اليابان تراقب وضع حقوق الإنسان في منطقة سنجان للإيغور ذاتية الحكم بقلق وأنه ناقش وضع اليابان مع مستشار الدولة وانغ يي في لقائهم في الخامس والعشرين من نوفمبر.[180][181]

 كازاخستان

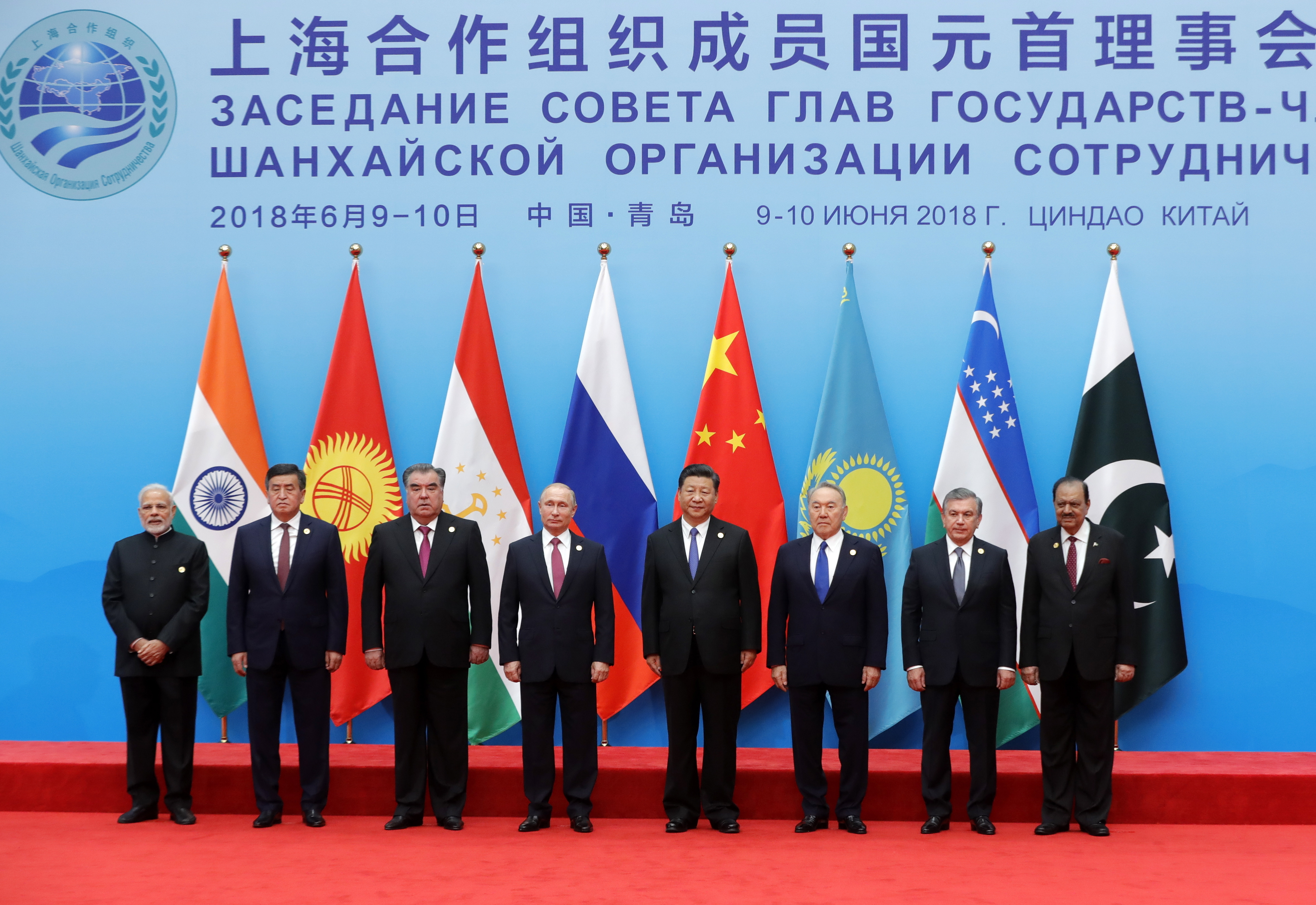
أعلن الراديو الوطني العام أن "كازاخستان وجيرانها في المنطقة الأكثر إسلاما في وسط آسيا والتي استفادت من استثمارات الصين بها لا يساندون المسلمين داخل معسكرات إعادة التعليم."

- في نوفمبر 2017، التقى سفير كازاخستان في الصين شهرات نوريشيف مع نائب وزير الخارجية الصيني لي هويلاي لمناقشة قضايا الشتات الكازاخستاني.[183]
- في الخامس عشر من فبراير عام 2018، أرسل وزير الخارجية الكازاخستاني خيرت عبدرحمانوف ملاحظة ديبلوماسية إلى وزير الخارجية الصيني في ذات اليوم الذي أطلق فيه سراح المواطن الكازاخستاني سمرقند من معسكر إعادة التعليم. زار مختار تليوبيردي المساعد الأول لوزير الخارجية الكازاخستاني سنجان من السابع عشر وحتى التاسع عشر من أبريل للقاء المسؤولين المحليين.[140]

 ماليزيا
- في سبتمبر 2020، قررت الحكومة الماليزية الجديدة عدم تسليم الأويغور إلى الصين إذا طلبت بكين ذلك، وعلى الرغم من موقف حكومة ماليزيا بعدم التورط في الشأن الداخلي للصين، إلا أنها تعتقد أن الأويغور يتعرضون للقمع هناك. كما ذكر محمد رضوان مد يوسف، الوزير في دائرة رئيس الوزراء ، أن حكومته ستوفر ممرًا مجانيًا للاجئين الذين يرغبون في الاستقرار في دولة ثالثة.[184]

 نيوزيلندا
- أثارت رئيسة الوزراء النيوزيلندية جاسيندا أرديرن قضية الإيغور في مناسبات عديدة،[185] بما في ذلك لقاءها عام 2019 مع الرئيس الصيني شي جين بينغ. لم تُفصل تمامًا ما قالته. في يوليو عام 2019، سُئل وزير الخارجية النيوزيلندي وينستون بيترز لماذا وقعت نيوزيلندا على الرسالة الموجهة لرئيس مجلس حقوق الإنسان التابع للأمم المتحدة والتي تنتقد فيها الصين على معاملتها لإثنية الإيغور في سنجان فقال: «لأننا نؤمن بحقوق الإنسان ونؤمن بالحرية ونؤمن بحرية اعتقاد الفرد وبحقه في الحفاظ على معتقداته».[186]

 روسيا
- في الرابع من فبراير عام 2019، قال وزير الخارجية الروسي سيرغي لافروف أنه لم يكن يعلم بالتقارير عن معسكرات إعادة التعليم السياسية في منطقة سنجان للإيغور ذات الحكم الذاتي، رغم أنه رأى أن الولايات المتحدة تثير القضية بشكل نشط.[187]
- في يوليو وقعت روسيا على الرسالة التي تدعم الصين.[188]
- في التاسع من أكتوبر عام 2019، قال لافروف إن «الصين قدمت مرارًا وتكرارًا تفسيرات حول الاتهامات التي ذكرتها ربما مُستشهدًا بزملائنا الغربيين. لا نملك أي سبب لاتخاذ أي خطوة غير تلك الموجودة في الأمم المتحدة التي ذكرتها، مثل مجلس حقوق الإنسان ومراجعاته الدورية الشاملة».[189]

 السعودية
- في فبراير / شباط 2019، دافع ولي العهد السعودي الأمير محمد بن سلمان عن المعسكرات قائلاً: «للصين الحق في القيام بأعمال مكافحة الإرهاب والتطرف من أجل أمنها القومي».[190][191][192]

 سويسرا
- في السادس من نوفمبر عام 2018، خلال المراجعة الدورية الشاملة لمجلس حقوق الإنسان التابع للأمم المتحدة عن الصين، دعت سويسرا الصين لإغلاق معسكرات الاحتجاز في سنجان والسماح لمفوض حقوق الإنسان السامي بالوصول غير المحدد إلى سنجان والسماح بتحقيق مستقل للأمم المتحدة عن معسكرات الاحتجاز.[193]
- في السادس والعشرين من نوفمبر عام 2019، دعت وزارة الخارجية السويسرية الحكومة الصينية لمعالجة المخاوف التي أثارتها عدة دول والسماح بالوصول دون عوائق للأمم المتحدة إلى المنطقة.[193][194]

 سوريا
- في ديسمبر عام 2019، دافعت وزارة الخارجية المغتربين سوريا عن أفعال الصين في سنجان بعد أيام من شجب الولايات المتحدة لتلك الأفعال، وقالت إن هذا يُعد تدخلًا صارخًا من قبل الولايات المتحدة في الشؤون الداخلية لجمهورية الصين الشعبية. خَلُص البيان إلى أن سوريا تدعم حق الصين للحفاظ على سيادتها وشعبها وسلامتها الإقليمية وأمنها وحماية أمن وممتلكات الدولة والأفراد.[195]

 تايوان
- في الثاني من أكتوبر عام 2018، استخدم وزير الخارجية التايواني جوزيف وو حساب وزارة الخارجية التايوانية على موقع تويتر لنشر مقالة من موقع راديو آسيا الحرة بعنوان «سلطات سنجان تنقل بشكل سري الإيغور المحتجزين إلى السجون في جميع أنحاء الصين» وتقول المقالة إن نقل الإيغور إلى معسكرات إعادة التعليم حول الصين يستدعي اهتمام العالم.[196]
- في الخامس من يوليو عام 2019، استخدم جوزيف وو حساب وزارة الخارجية التايوانية لنشر مقال من حساب بي بي سي الإخبارية بعنوان «مسلمو الصين: استخدام مدارس سنجان لفصل الأطفال عن عائلاتهم» ودعا وو الصين  إلى إغلاق المعسكرات وإعادة الأطفال لمنازلهم.[197]
- في الثامن عشر من نوفمبر عام 2019، نشر حساب وزارة الخارجية التايوانية مقالة من نيويورك تايمز بعنوان «بلا رحمة أبدًا: ملفات مسربة تفضح كيف تنظم الصين الاحتجاز الشامل للمسلمين»، وتقول التغريدة إن «هذا الكشف الفظيع الذي نشرته نيويورك تايمز عن الاحتجاز الشامل للمسلمين يجب قراءته! تكشف الملفات المسربة الحقيقة عن الحملة على الأقليات الإثنية في سنجان بالإضافة إلى الحملة الوحشية وغير العادية التي يديرها مسؤولون رفيعون في الحزب الشيوعي.[198]

 تركيا
- في فبراير عام 2019، أدان المتحدث باسم وزارة الخارجية التركية الصين لانتهاكها حقوق الإنسان الأساسية للإيغور الأتراك والجماعات المسلمة الأخرى في منطقة سنجان للإيغور ذاتية الحكم.[199][200]
- في يوليو عام 2019، عندما زار الرئيس التركي أردوغان الصين، قال «في الحقيقة إن البشر من كل الإثنيات في سنجان يعيشون حياة طيبة وسط تنمية الصين وازدهارها» مثلما صاغها المسؤولون الصينيون.[201] ادعى المسؤولون الأتراك بعد ذلك أن هناك خطأ في ترجمة العبارة، وأن العبارة يجب أن تكون «أتمنى أن يعيش الناس في سنجان بسلام وازدهار. قال أردوغان أيضًا إن البعض يسعى إلى إساءة استعمال أزمة سنجان لتخريب العلاقات التركية الصينية.[202][203][204] أعرب الإيغور الموجودون في تركيا (وفي دول أخرى) عن قلقهم أنهم قد يواجهون الترحيل إلى الصين.[205][206]

 المملكة المتحدة
- في الثالث من يوليو عام 2018، في اجتماع المائدة المستديرة البرلمانية في المملكة المتحدة، ساعدة ممارسة الحقوق على تنظيم مائدة مستديرة برلمانية حول القمع المتزايد والاستيعاب القسري في سنجان. قدمت رحمة محمود، وهي مغنية إيغورية وناشطة في مجال حقوق الإنسان، شهادة شخصية عن الانتهاكات التي تتعرض لها جماعة الإيغور. حدد الدكتور أدريان زينز، من كلية الثقافة واللاهوت الأوروبية (في ألمانيا)، الأدلة على وجود شبكة واسعة ومتطورة لإعادة التعليم السياسي مصممة لاحتجاز البشر لفترات طويلة وهو ما تنفيه الحكومة الصينية رسميًا.[207] في نوفمبر عام 2019، قابل برنامج بانوراما في محطة بي بي سي السفير الصيني ليو شياومينغ حول القضية.[208]

 الولايات المتحدة
- في الثالث من أبريل عام 2018، أرسل السيناتور ماركو روبيو والنائب كريس سميث رسالةً تحث السفير الأمريكي في الصين تيري برانستاد لإطلاق تحقيق عن الاحتجاز الشامل المذكور للإيغور في معسكرات الاعتقال في سنجان.[209][210]
- في السادس والعشرين من يوليو 2018، أثار نائب الرئيس الأمريكي مايك بينس قضية معسكرات إعادة التعليم في القاءات الوزارية لتعزيز الحرية الدينية. قال بينس: «من المحزن وبينما نتحدث حاليًا، تحتجز الصين مئات الآلاف وربما الملايين من الإيغور المسلمين في ما يطلق عليه معسكرات إعادة التعليم، حيث يُجبرون على تحمل التلقين على مدار الساعة وأن يشجبوا معتقداتهم الدينية وهويتهم الثقافية بصفته الهدف من تلك المعسكرات.[211][212][213]
- في السادس والعشرين من يوليو عام 2018، أصدرت اللجنة التنفيذية للكونغرس حول الصين، وهي وكالة مستقلة تابعة لحكومة الولايات المتحدة تراقب تطورات حقوق الإنسان وسيادة القانون في جمهورية الصين الشعبية، تقريرًا تقول فيه أن ما يقارب المليون شخص محتجزون أو احتُجزوا في ما يُطلق عليه مراكز إعادة التعليم السياسي وهو أكبر احتجاز جماعي لأقلية إثنية في العالم حاليًا.[214][215] في السابع والعشرين من يوليو عام 2018، أصدرت السفارة والقنصلية الأمريكية في الصين بيانًا وزاريًا عن تعزيز الحرية الدينية في الصين تذكر فيه احتجاز مئات آلاف أو ربما الملايين من الإيغور وأعضاء مجموعات إسلامية أقلية في معسكرات إعادة التعليم السياسي وتدعو الحكومة الصينية لإطلاق السراح المباشر لأولئك المحتجزين تعسفيًا.[216]
- في الثامن والعشرين من أغسطس عام 2018، حث السيناتور ماركو روبيو و18 عضو آخر في الكونغرس الولايات المتحدة لفرض عقوبات تحت قانون ماغنيتكسي على المسؤولين الصينيين المسؤولين عن انتهاكات حقوق الإنسان في سنجان.[217] دعا أعضاء الكونغرس في رسالة وجهوها إلى وزير الخارجية مايك بومبيو ووزير الخزانة ستيفن مونشين، إلى فرض عقوبات على شين كوانغو الذي يشغل حاليًا منصب سكرتير الحزب الشيوعي في سنجان (أعلى منصب في وحدة إدارية في الصين) وست مسؤولين آخرين وشركتين تصنع معدات المراقبة في سنجان.[218][219][220][221]
- انتقد وزير الخارجية الأمريكي مايك بومبيو المرشد الأعلى الإيراني آية الله علي خامنئي لرفضه شجب قمع الحكومة الصينية للإيغور.[222]
- في الثالث من مايو عام 2019، شجب مساعد وزير الدفاع الأمريكي لشؤون الأمن الهندوباسفيكي راندال شريفر احتجاز الإيغور في معسكرات الاعتقال.[223]
- في الحادي عشر من سبتمبر عام 2019، مرر الكونغرس الأمريكي قانون سياسة حقوق الإنسان للإيغور. في الثالث من ديسمبر عام 2019، مرر مجلس النواب الأمريكي إصدارًا أقوى من قانون سياسة حقوق الإنسان المتعلقة بالإيغور بتصويت 407 أعضاء مع مقابل صوت واحد ضد.[224][225]

#### المنظمات
الاتحاد الأوروبي
- في الحادي عشر من سبتمبر عام 2018، أثارت فيدريكا موغريني، الممثل الأعلى للاتحاد للشؤون الخارجية والسياسة الأمنية، قضية معسكرات إعادة التعليم في البرلمان الأوروبي إذ قالت:

«لعل أكبر اختلاف بيننا وبين الصين هو فيما يتعلق بوضع حقوق الإنسان هناك كما يوضح تقريركم. ركزنا أيضًا على الوضع في سنجان، وخاصةً توسيع معسكرات إعادة التعليم السياسي. وناقشنا احتجاز المدافعين عن حقوق الإنسان، بما في ذلك حالات معينة».
منظمة التعاون الإسلامي
- في الأول من مارس عام 2019، أصدرت منظمة التعاون الإسلامي وثيقةً تثني على جهود جمهورية الصين الشعبية في توفير الرعاية لمواطنيها المسلمين.[227][228][229][230]

 الأمم المتحدة
- في الحادي والعشرين من مايو عام 2018، خلال الجلسة المستأنفة للمنظمات غير الحكومية التابعة للأمم المتحدة، أثارت كيلي كوري، مندوبة الولايات المتحدة إلى الأمم المتحدة للشؤون الاقتصادية والاجتماعية، الاحتجاز الجماعي للإيغور في معسكرات إعادة التعليم وقالت إن التقارير حول عمليات السجن الجماعية في سنجان موثقة من خلال النظر إلى طلبات التأمين الصينية على المواقع الإلكترونية الصينية التي تطلب من الشركات الصينية تقديم العروض لبناء معسكرات إعادة التعليم السياسي.[231][232]
- في العاشر من أغسطس عام 2018، أطلق خبراء حقوق الإنسان التابعون للأمم المتحدة الإنذار حول تقارير موثقة أن الصين احتجزت مليون أو أكثر من إثنية الإيغور في سنجان. وقال غاي ماكدوغال عضو لجنة الأمم المتحدة للقضاء على التمييز العنصري: «باسم مكافحة التطرق الديني، حولت الصين سنجان إلى شيء يشبه معسكر اعتقال كبير يكتنفه السرية ومنطقة لا حقوق فيها».[233][234][235]
- في العاشر من سبتمبر عام 2018، دعت ميشيل باشيليت رئيسة مكتب حقوق الإنسان في الأمم المتحدة الصين إلى تخفيف القيود المفروضة عليها وعلى أعضاء مكتبها، وحثت الصين على السماح للمراقبين بالدخول إلى سنجان وأعربت عن قلقها حول الوضع في المنطقة. وقالت: «أظهرت مجموعة حقوق الإنسان التابعة للأمم المتحدة أن الإيغور والمسلمين الآخرين محتجزون في سنجان وأتوقع أن تبدأ النقاشات مع المسؤولين الصينيين قريبًا».[236]

#### منظمات حقوق الإنسان
هيومن رايتس ووتش

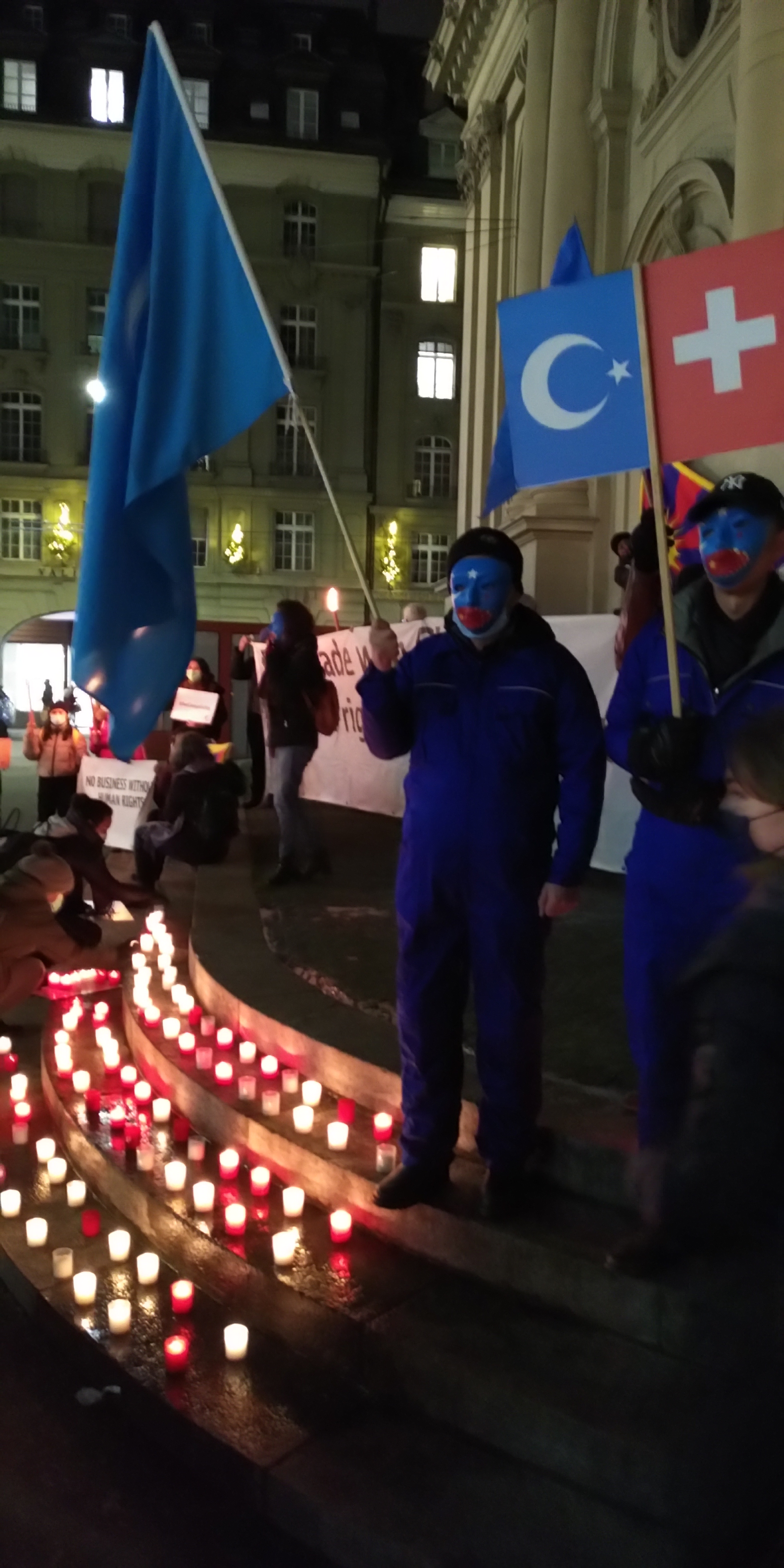
سكان شينجيانغ يحتجون على انتهاكات حقوق الإنسان (في برن ، سويسرا)

- في العاشر من سبتمبر 2017، نشرت منظمة هيومن رايتس ووتش تقريرًا صرحت في مقتبس منه بالاتي : «يجب على الحكومة الصينية تحرير الأشخاص المحتجزين في مراكز التعليم السياسي غير القانونية في شينجيانغ وإغلاق تلك المراكز فورًا[8]».
- في التاسع من سبتمبر 2018، نشرت المنظمة تقريرًا مؤلفًا من 117 صفحة بعنوان القضاء على الفيروسات الإيديولوجية: حملة الصين القمعية ضد مسلمي شينغيانغ، متهمة فيها الصين بالاحتجاز الجماعي القسري والممنهج لعشرات الآلاف من الأقليات المسلمة للإثنيات مختلفة من ضمنها الإيغور والقازاق وغيرهم في معسكرات إعادة التأهيل السياسي دون تهم أو محاكمة، وقدم التقرير أدلة جديدة للاحتجاز الجماعي التعسفي الذي تقوم به الحكومة الصينية والتعذيب وسوء المعاملة والقيود المتزايدة على حياتهم اليومية. كما حث التقرير الحكومات الأجنبية على متابعة الإجراءات متعددة الأطراف والأحادية ضد الصين لما تقوم به بما في ذلك العقوبات المستهدفة ضد المسؤولين عن تلك الأعمال.[237]

المنظمات الأخرى

ذكرت مقالة منشورة في يوليو عام 2018 في مجلة فورين بوليسي:
«لم يصدر رئيس أي دولة مسلمة بيانًا عامًا لدعم مسلمي الإيغور خلال هذا العقد. إن السياسيين والعديد من القادة الدينيين الذي يدعون التحدث باسم الإيمان صامتون أمام القوة السياسية والاقتصادية الصينية... عززت عدة حكومات إسلامية علاقاتها مع الصين أو ذهبوا إلى أبعد من ذلك ودعموا الاضطهاد الصيني».
في عام 2019، ذكرت صحيفة آرت أن مئات الكتاب والفنانين والأكاديميين قد سُجنوا، فيما وصفته الصحيفة بأنه محاولة لمعاقبة أي شكل من أشكال التعبير الديني أو الثقافي بين الإيغور. بالإضافة إلى ذلك، نشرت آن آبلباوم كاتبة العمود في صيحة واشنطن بوست مقالةً عن المعسكرات تدعي فيها أن الصين تستخدم المعسكرات لاضطهاد الإيغور وجعلهم أقلية في موطن أسلافهم، مدعيةً أن الصين فعلت ذات الشيء ضد التيبتين في التيبت.
صنف مركز دراسات العالم الأصلي هذه السياسات على أنها إبادة ثقافية.
أشار كل من دولكون عيسى وفوكس ميديا والديلي تلغراف إلى هذه المعسكرات على أنها معسكرات اعتقال. أشار مجلس تحرير صحيفة واشنطن بوست إلى هذه المعسكرات على أنها جزء من التطهير العرقي الشامل.

#### المشاهير
في الثالث عشر من ديسمبر 2019، تضامن لاعب كرة القدم الألماني مسعود أوزيل مع الأويغور على حسابه على تويتر مشيرًا لسنجان باسم تركستان الشرقية، كما أطلق على الأويغور المعتقلين اسم «محاربون في وجه الاضطهاد». بالإضافة إلى دعوته للصمود والمقاومة، أشار أيضا إلى تقارير معسكرات الاعتقال ومحاربة الإسلام في المنطقة، كما أشار إلى فشل وسائل الإعلام العالمية في تسليط الضوء على القضية.
كتب أوزيل: «القرآن يُحرق، المساجد تُغلق، المدارس ممنوعة، ومعلمو الدين يُقتلون واحدًا تلو الآخر. إخواننا محتجزون في المعسكرات، بينما العائلات الصينية تستقر في أماكنهم، كما تُجبر أخواتنا على الزواج من رجال صينيين».
بعد ذلك بيومين، كانت مباراة أرسنال ضد مانشستر سيتي والتي لم تذع على التلفزيون الصيني. قال المتحدث باسم وزارة الخارجية الصينية معقبًا: «لا أعرف إذا كان السيد أوزيل قد زار سنجان بنفسه. ولكن يبدو أن الأخبار المضللة قد خدعته، وأن حكمه تأثر بالكلام المضلل. يبدو أن أوزيل لا يعرف أن الحكومة الصينية تحمي حرية العقيدة لكل المواطنين الصينيين بما في ذلك الأويغور، طبقًا للقانون، ويبدو أنه لا يعرف أيضًا أن تدابير الصين المناهضة للإرهاب في سنجان يدعمها الناس المحليون من كل المجموعات العرقية، وأنه لم يقع أي حادث إرهابي في سنجان لثلاث سنوات متتالية».
في تداعيات ذلك، حُذف أوزيل من لعبة الفيديو برو إفولوشن سوكر في الصين، بسبب «جرح مشاعر المشجعين الصينيين وخرق الروح الرياضية الداعية للحب والسلام». أسرع المسؤولون عن نادي أرسنال بالتأكيد على أن هذه الآراء لا تمثل سوى اللاعب نفسه ولا تعبر بأي صورة عن رأي الفريق الإنجليزي الذي يكن كل الاحترام لمشجعيه في الصين.

### ردود الصين
أنكرت الحكومة الصينية وجود معسكرات الاعتقال في سنجان، حتى أكتوبر عام 2018، عندما شرعتها بشكل رسمي. عندما سألت وسائل الإعلام العالمية عن معسكرات إعادة التعليم، قالت وزارة الخارجية الصينية أنها لم تسمع بهذا الشيء.
في الثاني عشر من أغسطس عام 2018، دافعت صحيفة غلوبال تايمز التي تديرها الحكومة الصينية عن الحملة في سنجان بعدما أثارت لجنة مناهضة التمييز التابعة للأمم المتحدة المخاوف حول معاملة الصين للإيغور. وفقًا للصحيفة، منعت الصين أن تتحول سنجان إلى سوريا الصينية أو ليبيا الصينية وحافظت سياسات السلطات المحلية على أرواح الكثيرين وجنبت البلاد تراجيديا عظيمة. نشرت الصحيفة افتتاحية أخرى بعنوان «سياسات سنجان تتحقق».
في الثالث عشر من أغسطس عام 2018، وخلال اجتماع في مقر الأمم المتحدة في جنيف، أخبر الوفد الصيني لجنة حقوق الإنسان التابعة للأمم المتحدة «لا يوجد أي شيء اسمه مراكز إعادة التعليم في سنجان وغير صحيح أبدًا ان الصين وضعت أكثر من مليون إيغوري داخل معسكرات إعادة التعليم. وقال الوفد الصيني: «ينعم مواطنو سنجان بما فيهم الإيغور بالحقوق والحريات المتساوية». ادعى الوفد أن بعض الجناة من المتطرفين الدينيين والانفصاليين نُقلوا إلى مراكز التعليم المهني والتدريب الوظيفي بهدف المساعدة على إعادة تأهيلهم.
في 14 أغسطس عام 2018، قال المتحدث باسم وزارة الخارجية الصينية لو كانغ «إن القوات المناهضة للصين وجهت اتهامات كاذبة ضد الصين لأغراض سياسية وأن بعض وسائل الإعلام الأجنبية أساءت عرض مناقشات اللجنة وتشويه سمعة الصين لمكافحة الإرهاب ومكافحة الجريمة في سنجان». بعد أن أعربت لجنة لحقوق الإنسان تابعة للأمم المتحدة عن قلقها بشأن الاعتقالات الجماعية المبلغ عنها للعرقيات الإيغورية.
في 21 أغسطس 2018، كتب ليو شياو مينغ، سفير الصين لدى المملكة المتحدة، مقالًا ردًا على تقرير لصحيفة فاينانشال تايمز بعنوان «القمع في سنجان: أين ذهب جميع الناس؟». رد ليو: «إن التدابير التعليمية والتدريبية التي اتخذتها الحكومة المحلية في سنجان لم تمنع بشكل فعال فقط تسلل التطرف الديني وساعدت أولئك الذين فقدوا في الأفكار المتطرفة على إيجاد طريق عودتهم، ولكنها زودتهم أيضًا بالتدريب على العمل من أجل بناء حياة أفضل».
في 10 سبتمبر 2018، أدان المتحدث باسم وزارة الخارجية الصينية غينغ شوانغ تقريراً عن معسكرات إعادة التعليم أصدرته هيومن رايتس ووتش. وقال: «هذه المنظمة كانت دائمًا مليئة بالتحامل وتشويه الحقائق عن الصين». وأضاف غينغ أيضا: «تتمتع سنجان بالاستقرار الاجتماعي الشامل والتنمية الاقتصادية السليمة والتعايش المتناغم بين المجموعات العرقية المختلفة. وتهدف سلسلة التدابير المنفذة في سنجان إلى تحسين الاستقرار والتنمية والتضامن ومعيشة الشعب، وقمع الأنشطة الانفصالية الإثنية والجرائم العنيفة والإرهابية وحماية الأمن القومي وحماية حياة الناس وممتلكاتهم».
في 11 سبتمبر 2018، دعت الصين مديرة مكتب الأمم المتحدة لحقوق الإنسان ميشيل باشيليت إلى احترام سيادتها، بعد أن حثت الصين على السماح للمراقبين بالدخول إلى سنجان وأعربت عن قلقها إزاء الوضع هناك. وقال المتحدث باسم وزارة الخارجية الصينية غينغ شوانغ: «إن الصين تحث المفوض السامي لحقوق الإنسان التابع للأمم المتحدة ومكتبه على التقيد الصارم بمهمة ميثاق الأمم المتحدة ومبادئه، واحترام سيادة الصين، والقيام بواجباتها بصورة عادلة وموضوعية، وعدم الاستماع إلى معلومات من جانب واحد».
في 16 أكتوبر 2018، بث برنامج على محطة سي سي تي في في وقت الذروة حلقة مدتها 15 دقيقة حول ما أطلق عليه «مراكز التدريب على المهارات المهنية» في سنجان، والتي تضم النزلاء المسلمين. وثّقت المختصة بالشؤون الصينية أن التقرير لقي مزيجًا من الاستجابات الداعمة والناقدة على منصة التواصل الاجتماعي سينا ويبو.
في مارس 2019، على خلفية تفكير الولايات المتحدة في فرض عقوبات على شين كوانغو، وهو أكبر مسؤول في الحزب الشيوعي في المنطقة، نفى حاكم سنجان شهرات ذاكر وجود المعسكرات.
في 18 مارس 2019، أصدرت الحكومة الصينية كتابًا أبيضًا حول مكافحة الإرهاب ونزع التطرف في سنجان. يزعم الكتاب الأبيض: «بصفتها دولة تحت حكم القانون، تحترم الصين حقوق الإنسان وتحميها وفقًا لمبادئ دستورها. يزعم الكتاب الأبيض أيضًا أن سنجان لم يكن فيها حالات إرهابية عنيفة لأكثر من عامين متتاليين، وكُبح تغلغل المتطرفين بشكل فعال، وتحسن الأمن الاجتماعي بشكل كبير.
في يوليو 2019، أصدرت الحكومة الصينية كتابًا أبيضًا آخر يدعي أن شعب الإيغور لم يتبنوا الإسلام من تلقاء أنفسهم... لكنه فُرض عليهم بسبب الحروب الدينية والطبقة الحاكمة. ادعى مقال رأي في صحيفة جلوبال تايمز في الشهر نفسه أن معسكرات إعادة التعليم استخدمت النسخة المتقدمة للحكم الاجتماعي العادي وقال إن العملية انتصار لكل الشعب الصيني بما في ذلك شعب سنجان. في نوفمبر 2019، أجاب السفير الصيني في لندن على أسئلة حول الوثائق التي سُربت حديثًا حول سنجان من خلال وصف الوثائق بأنها أخبار مزيفة.
بناء على المحادثات مع وزراء دول الخليج العربي، يقول المتحدث باسم وزارة الخارجية الصيني، «وانغ وين بين» قال إن دول الخليج العربي تدعم معاملة الصين لمسلمي الأويغور. دول مثل الإمارات العربية المتحدة والمملكة العربية السعودية والبحرين عبروا عن دعمهم «للمواقف الشرعية للصين بشأن القضايا المتعلقة بتايوان وشينجيانغ وحقوق الإنسان»، وكان هناك معارضة من قبل هذه الدول «للتدخل في شؤون الصين الداخلية تسييس قضايا حقوق الإنسان».

### رد من المعارضين المنفيين
في 10 أغسطس 2018، أصدر حوالي 47 من المثقفين الصينيين وغيرهم، في المنفى، استئنافًا ضد ما وصفوه بالفظائع المروعة لحقوق الإنسان المرتكبة في سنجان.

## وصلات خارجية
- معتقلات الصين المخفية، ما الذي جرى لمسلمي الإيغور المختفين في إقليم شينجيانغ؟ تقرير مُطوَّل من هيئة الإذاعة البريطانية (باللغة العربية).